# Jules Mélotte
Jules Mélotte (1858-1919) est un industriel belge. Né dans une période où se réalisent les premiers progrès en matière d’écrémage mécanique (1877), il s'intéressa de près au matériel agricole et tout spécialement à l’écrémeuse centrifuge. 

## Biographie
L'entreprise Mélotte est fondée en 1852 par Guillaume Mélotte, elle passe à sa mort à sa femme et leurs deux fils, Alfred et Jules.

Jules comprend l’importance technique et économique de son brevet déposé en 1888, commercialisé à partir de 1890, et développe l'entreprise dans le village hesbignon de Remicourt. Il multiplie les ateliers et réalise tout un réseau de filiales, créant une importante publicité, pour vendre son écrémeuse dans le monde entier.

### Récompenses
En 1888, il partage le Prix de Progrès la plus haute récompense au Grand Concours International des Sciences et de l'Industrie à Bruxelles, au parc du Cinquantenaire, pour son écrémeuse centrifuge à bol librement suspendu, avec l'écrémeuse horizontale de Laval.

Jules Mélotte totalisera 195 médailles et récompenses.

### Décès
Il meurt en 1919 et lègue une forte somme à la commune de Remicourt pour la construction d'une maison de retraite, et d'un jardin d'enfants.

## BouMatic

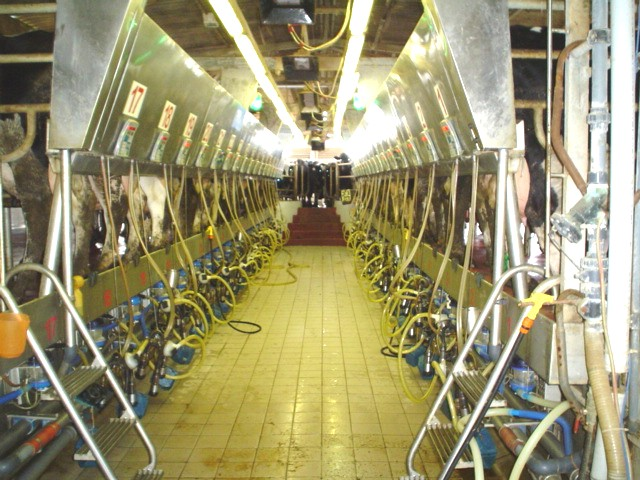
Salle de traite parallèle, Israël, 2005 (machines BouMatic, électronique Afikim)

Reprise par son frère Alfred, l'usine s'agrandit, elle compte 1 400 ouvriers en 1927, et la production se diversifie, 900 personnes font commerce du matériel agricole de marque Mélotte à travers le monde.
 
Au début des années 1970, l’entreprise Mélotte arrête la production des écrémeuses et s’investit dans la mécanisation de la traite et le rendement laitier. « Mélotte » s'associe au groupe anglais Gascoigne (de George H. Gascoigne, inventeur du raccord tubulaire Kee Klamp (en) pour les stalles) pour créer la SA Gascoigne-Mélotte, une entreprise orientée sur la fabrication dans le domaine de la traite mécanique. La société introduit l’électronique à la ferme, et son impact sur Remicourt et la région wallonne reste conséquent. 
Depuis 2006, Gascoigne-Mélotte est fusionnée à la société américaine Bou-Matic pour former BouMatic LLC, spécialisé dans l’élevage pour l'industrie laitière bovine.